# The Magnets
The Magnets sind eine sechsköpfige britische A-cappella-Band, bestehend aus Nicolas Doodson, Michael Welton, James Fortune, Andrew Frost, Stephen Trowell und Fraser Collins (richtiger Name Colin Fraser).

## Karriere
Die Gruppe wurde während einer Aufführung von Guys and Dolls auf dem University College London gegründet.
Sie unterzeichneten bei der EMI und veröffentlichten im Jahr 2001 ihr erstes Debütalbum, Giving It All That. In den nächsten paar Jahren sah man sie mit Lisa Stansfield, Michael Ball, Tom Jones und Geri Halliwell touren. Traten auch bei der The Michael Parkinson Show, Blue Peter und GMTV auf. Im Jahr 2004, veröffentlichte die Band ihr Album, Another Place, das neun eigene Songs und zwei Coverversionen beinhaltet, ebenfalls mit einer Wiedergabe von Stephen Stills’ For What It's Worth. Ihr nächstes Album, Gobsmacked, beinhaltet Lieder wie Girls & Boys, Im Original von Blur und Sweet Dreams von Beyoncé, sowie Live-Favoriten wie „Poker Face“ von Lady Gaga und „Livin' on a Prayer“ von Bon Jovi.
The Magnets traten fünf Mal auf dem Edinburgh Festival Fringe auf und unternahmen im November und Dezember 2010 eine Europa-Tour. Im Juni 2011 traten sie in Adelaide Australia als Teil des Adelaide Cabaret Festivals auf und spielten anschließend in Melbourne, Sydney und Noosa.

## Diskografie

### Studioalben
- 2001: Giving It All That
- 2004: Another Place
- 2009: Under The Covers
- 2010: Gobsmacked
- 2013: All This Time

### EPs
- 2002: Young Voices
- 2011: Human
- 2012: Homegrown